# Мага Сінґх
Мага Сінґх (пенджаб. ਮਹਾਂ ਸਿੰਘ; 1756–15 квітня 1792) — 3-й місальдар (очільник) місаля Сукерчакія у 1774—1792 роках.

## Життєпис
Старший син місальдара Чарат Сінґха та Десан Каур. Народився у 1756 році (згідно інших джерел у 1760 році). Здобув переважно військову освіту, але водночас добре знав сикхські канони. З раннього дитинства супроводжував батька в різноманітних військових кампаніях. 1770 року одружився з Мал Каур, донькою Джай Сінґха Мана, сардара Мугалчака.
1774 року після загибелі батька очолив місаль. Спочатку у державних справах йому допомагала його мати та вуйки Дал Сінґх і Ґурбакш Сінґх. За її пропозиції видав свою сестру Радж Каур за Сагіба Сінґха з місаля Бганґі, а іншу за Сохелем Сінґхом. Пізніше Десан Каур домовилася, щоб Мага Сінх оженився на Радж Каур, донькою Гаджпат Сінґха Сідху з місаль Пхулкіа. Ці шлюбні союзи допомогли зміцнити владу. Також було підтверджено союз з Джай Сінґхом, місальдаром Канхеї.
1775 року Мага Сінґх захопив форт Рохтас у Нур ад-діна Бамезая, афганського фаудждара, і зайняв Котлі-Ахангаран поблизу Сіалкота. Після цієї перемоги він розпочав 4-місячну облогу Расул-Нагара за підтримки Джай Сінґха Канхеї. За цим Пір Мухаммед, володар Чатха (на східному березі річки Ченаб), який підкорився Мага Сінґху. Потім ув'язнив Чет Сінґха з місаля Бханґі, який допомагав Пір Мухаммеду.
У жовтні 1778 року в союзі з Джай Сінґх Канхеєю та Джассою Сінґхом Ахлувалією завдав поразки Джассу Сінґху Рамгархії. Потім здійснив походи проти Пінді Бхаттіана, Сахівала, Джанга, Ісахеля та Мусахеля. 1780 року змусив Десу Сінґха, магараджу Амрітсару, відмовитися від впливу на князівство Джамму, встановивши власну зверхність над останнім.
1784 року Джай Сінґха Канхеєю виступили проти Брідж Део, раджи Джамму, але через здобич погиркалися. 1785 року спільно Джассою Сінґхом Рамгархією та Сансаром Чандом, раджою Кангри, завдав поразки Джай Сінґху Канхеї, у якого відібрав північні володіння, що розділив з союзниками. Також скористався загибелю Гурбакш Сінґха. спадкоємця Джай Сінґха, змусчивши того 1786 року видати заміж за свого сина Ранджита видати онуку Мехтаб Каур. Тим самим було закладено підвалини до приєднання до місаля Сукерчакія земель Канхеї.
У 1788 році здійснив військову кампанію проти Сагіба Сінґха з місаля Бганґі, змусивши того сплачувати данину. 1792 року влаштував шлюб між Датар Каур, сестрою Бхагван Сінґха, місальдара Накаї, та своїм сином, чим посилив вплив на цю державу. На той час мав володіння вже в трьох доабах (міжріччях) Рачна, Чадж і Сінд Сагарі. Його військо складалося близько 25 тис. вояків.
Невдовзі виступив проти Гулаб Сінґха. магараджи Амрітсару. Під час облоги фортеці Содра захворів на дизентерію. Тому передав керування синові, а сам повернувся до Гуджранвалу, де невдовзі помер.

## Цікавинка
Для одужання свого сина Ранджита від віспи Мага Сінґх роздавав зерно кожному, хто наближався до нього.